# こいこい7
『こいこい7』（こいこいセブン）は、もりしげ原作の美少女アクション漫画およびそれを原作としたUHFアニメ。漫画とアニメ版で、内容や展開が大きく異なるのが特徴。アニメ版は主題歌の歌詞から「メガロ」と俗称される。

## 漫画
『増刊ヤングチャンピオン こんにちわ!12月20日号』に掲載された読み切り漫画『東京ヱデン』のキャラを使用し、再構成している。

### 経歴
『花右京メイド隊』のヒットにより人気漫画家となったもりしげの新作を『ヤングチャンピオン』にて連載開始と告知するが、予定を変更し新創刊された『チャンピオンRED』にて連載となった。

### ストーリー
五光学園所属の美少女戦隊6人組「こいこい7」は、地球の平和と未来、そしてダメ高校生の田中哲朗を守るため、日夜戦い続ける。
そして、「こいこい7」の生みの親でもある哲朗の父・田中翔との世界の命運をかけた戦いが始まる。

#### 実態
- 「こいこい7」の6人は哲朗を守るために戦っているが、地球の平和と未来のために戦った描写は2度にわたるアスカヤヨイ（ガンタイちゃん）との戦いと物語終盤の重核子爆弾処理のみである。
- 田中翔が世界に戦いを挑んだ具体的な理由は最後までちゃんと描写されていない。

### 用語
こいこい7
飛鳥ヤヨイ・風祭サクヤ・月読ミヤビ・鈴鹿アキヲ・猪飼ヒフミ・蝶野オトメからなるサイボーグ少女隊の総称。
全員の苗字に花札の柄の名が含まれている事から、アキヲが「こいこい7」とネーミングした。6人構成で「7」と付く理由は不明だが、アニメ版では過去に7人目のメンバーがいた事を示唆している。6人とも事故で命を落とした過去を持つが、サイボーグ化されることで生き延びると共に超人的な能力を備った。その後は哲朗に埋め込まれた重核子爆弾の起爆を阻止するために彼と行動を共にし、五光学園寮にて共同生活を送る。
五光会（ごこうかい）
五光学園理事長の孫娘・東和野ミヤが、6歳にして作り上げた五光学園のエリート集団。（表向きは学園生徒会だが、実質的にはミヤの私的機関）
メンバーは、東和野ミヤ（会長）、屁糞蔓の君・掃溜菊の君・継子尻拭の君・大犬陰嚢の君（四天王）、飯田橋和子・水道橋洋子・浅草橋中子（和洋中シスターズ）。
アニメ版では掃溜菊・継子尻拭・大犬陰嚢の3人は登場しないため、ミヤ・屁糞蔓・和洋中シスターズの5人で「五光ファイブ」と呼ばれている。
高校からの入学組であるこいこい7のメンバーを「外様」と呼び、事あるごとに目の敵にしている（五光会のメンバーはエスカレーター組である）。
あのよろし荘
こいこい7のメンバーや寮監のヲリエ、哲朗やガンタイちゃんが住む五光学園寮。

## 主な登場人物

### こいこい7のメンバー
飛鳥ヤヨイ（あすか ヤヨイ）
声 - 後藤沙緒里
身長：155cm、B83cm・W57cm・H86cm、1月3日生まれ。血液型はA型。
桜に幕の札にあたるメンバーでヒロイン。壱年酒組所属。背中に天使のような羽を出して飛ぶことができるサイボーグ能力を持つ。物語初期に一度は哲朗から拒絶されて内蔵された自爆装置が作動したことがあったが、それ以降は次第に哲朗とは相思相愛の仲になったので自爆する心配は無くなった。哲朗と常に行動を共にする事を望み、寮の自室も壁を破壊してまで無理やり哲朗と同室にした程である。天然系の性格で語尾に「です〜」と付けて喋る。カニパンが好物で、異様なまでの執着を示す。ヤヨイだけ苗字に札の名が入っていないが、桜に幕は3月（弥生）の札である理由から一応の説明はつく。漫画版の最終回では「彼女が自分の命と引き換えに、哲朗や他のこいこい7メンバーなどの主要人物を救った」という描写がある。
風祭サクヤ（かざまつり サクヤ）
声 - 伊藤亜矢子
身長：163cm、B86cm・W57cm・H87cm、10月25日生まれ。血液型はAB型。
柳に小野道風の札にあたるメンバー。壱年花組所属。 体の一部から銃器を召喚させることができるサイボーグ能力を持つ。五光学園一の不良娘で学園指定のセーラー服を着ずに白ブラウスで通している。素行や口の悪さが災いして五光会とは犬猿の仲であるものの、基本的には優しい性格の持ち主であり、哲郎を何かと気遣う一面もある。また自転車の走り屋チームを持ち、桜吹雪の特攻服を着て仲間と共に走り回った後に朝帰りする光景もしばしば見られる。定期試験で赤点を取って補習を受けさせられるなど、勉強面はイマイチ苦手な様子。
月読ミヤビ（つくよみ ミヤビ）
声 - 川瀬晶子
身長：163cm、B90cm・W58cm・H85cm、1月31日生まれ。血液型はA型。
芒に月の札にあたるメンバー。壱年月組所属。体を構成するヒムヒムを変形させて変身するサイボーグ能力を持つが、感情が高まると体を維持できなくなり顔が巨大化する。容姿端麗・成績優秀・スポーツ万能と非の打ち所が無い優等生で学園内にはファンクラブも存在する程のカリスマ的存在。もともと自分の容姿に自信が無かったためにサイボーグ化された時に本人の希望で美しく作り変えたのだが、開運グッズやダイエット用品などには未に目がなく大量に購入を続けている。控え目ながら面倒見のいい性格で、寮では食事関係を一手に担当しており、実質的な寮母さんと言える。
鈴鹿アキヲ（すずか アキヲ）
声 - 儀武ゆう子
身長：158cm、B82cm・W55cm・H84cm、8月29日生まれ。血液型はA型。
紅葉に鹿 の札にあたるメンバー。壱年花組所属。ヤヨイと違い羽は出ないが空中を移動し、常人以上のスピードで走れるサイボーグ能力を持つ。またサクヤ同様に学校ではセーラー服ではなく、白ブラウスを着ている。正義のヒーローに憧れるあまり、実際に自作のヒーロースーツを着ては周辺地区の平和を守るためにパトロールする程に重度の特撮オタクである。そんな彼女の自室には特撮ヒーローグッズで埋め尽くされ、サイボーグ化される前からの親友であるヒフミでさえ呆れられている。最も好きな特撮アニメは「キノレンジャー」で、学園祭では自ら演じるほど。直情的で熱血な性格ながら、哲朗に恋心を抱きつつも叶わぬことに心痛める少女らしい一面もある。口癖として語尾に「〜ッス」と付けて喋る。
猪飼ヒフミ（いのかい ヒフミ）
声 - こやまきみこ
身長：147cm、B65cm・W53cm・H73cm、10月31日生まれ。血液型はO型。
萩に猪の札にあたるメンバー。壱年花組所属。通常で小錦百人分を持ち上げることができるパワー系のサイボーグ能力を持ち、さらにリミッターである髪飾りを外すことでそれ以上のフルパワーを出せる。ゆったりしたマイペースな性格で動作も鈍いが、親友のアキヲが傷つけられると我を忘れて激怒する。自然を愛するあまり、授業中でも学園内にある自家農園で畑を野菜の世話をすることもしばしば。北海道（札幌市？）出身であり「んあー」が口癖であり、「〜だべさ」「はんかくさい」「たくらんけ」など北海道方言を使う。
蝶野オトメ（ちょうの オトメ）
声 - 稲村優奈
身長：139cm、B60cm・W50cm・H65cm、11月11日生まれ。血液型はAB型。
牡丹に蝶の札にあたるメンバー。壱年月組所属。10歳程度の容姿だが、サイボーグ化された年代が一番古く、メンバーの中では最年長とも言える。テレパシー系のサイボーグ能力を持ち、尻のコンセントで充電が可能。最初期のサイボーグのために激しい運動に適しておらず、ショートする度に記憶が飛んでしまう欠点も併せ持ち、非常に不安定な存在である。食事は出来るが「コンセントから電力を補給した方が効率が良い」とは彼女の弁。口癖は「不可解デス」で、原作中では彼女のセリフはカタカナ表記されており、会話が少しぎこちないことを表している。ゲームには異常に強く、また雑学の知識も屁糞葛の君を唸らせる程に精通している。漫画版の終盤では実母が登場する。

### あのよろし荘の住人
田中哲朗（たなか てつろう）
声 - 泰勇気
身長：157cm、2月27日生まれ。血液型はO型。
女ばかりの五光学園に父親の意向で入学させられた、心臓に重核子爆弾を持つ少年。壱年酒組所属。気弱ながらも責任感が強い上に他人思いの性格で、彼を知る者からの人望は厚い。ただし、入学当時に起こった集団パンチラ事件でスケベな行動を女生徒たちの前でやってしまい、しかもトロくてドジなために学園での評判は極めて悪く、東和野ミヤを筆頭に、こいこい7のメンバー以外の全女生徒から敵対視されている。最初はサイボーグであるヤヨイ達を恐れていたが、次第に大概のことには動じないようになり、五光学園総選挙の出馬を承諾する程に成長した。また小学校時代に亡くしたヤヨイと同じ名前の友達「アスカちゃん」を忘れられずにいる。遺伝上の母は花皇ヲリエ。
花皇ヲリエ（かのう ヲリエ）
声 - 木村亜希子
身長：170cm、B90cm・W61cm・H87cm、4月26日生まれ。血液型はA型。
五光学園物理教師兼「あのよろし荘」寮監であり、6人のメンテナンスをこなす科学者でもある。こいこい7のメンバーからも一目置かれ、サクヤを抑えられる数少ない存在。15歳の頃に哲朗の父の研究所に所属した過去があり、こいこい7がサイボーグ化されるいきさつに関わりを持った。哲郎の遺伝上の母親でもある。漫画の最終巻では拉致・監禁された上で輪姦された。
アスカヤヨイ / ガンタイちゃん / 殺（さつ）
声 - 水樹奈々
哲朗の父親が作った焼や略と同系列のロボットで、五光学園を混乱の渦に陥れた。サクヤの銃撃で大破した後、オトメのスペアボディに中枢回路を移されガンタイちゃんとして生まれ変わる。以前の記憶は失われて無邪気な性格になったと思われていたが、時折以前の黒い影を見せることがある。そして五光学園総選挙中に再び五光学園を混乱の渦に陥れた。ガンタイの由来となった彼女の右目部分の破損は五光学園総選挙の混乱以降は直っている。

### 五光会のメンバー
東和野ミヤ（ひがしかずの ミヤ）
声 - 音宮つばさ
身長：160cm、B83cm・W55cm・H86cm、1月3日生まれ。血液型はA(RH+)型。
東和野財団の一人娘で祖父は五光学園理事長。性格は極めて自己中心的。五光会会長として君臨しているが、扱いづらい五光四天王のやることには関知しない方針を取っており、リーダーとしての統率力はイマイチのようである。しかし、6歳の頃の彼女がたった一人で五光会を作り上げたことを考えると決して無能とは言いがたい。額の広さがコンプレックスになっており、サクヤからは侮蔑を込めて「でこっぱち」と呼ばれる。哲朗の事は存在そのものが気に入らず、（哲郎の学園での最初の行動も手伝って）何かにつけて悪質な嫌がらせを行い、女子達に更に嫌われていく様を見ては嘲笑う陰湿さも持つ。ひどい音痴であり、歌っただけで激しい振動が起こるが「焼」と「略」からは美しい歌声と評されている。
屁糞蔓の君（へくそかずらのきみ）
声 - 中島沙樹
身長：158cm、B87cm・W58cm・H86cm、3月2日生まれ。血液型はAB型。
五光四天王の一人で、ミヤのいとこにあたる。『屁糞葛の君』はミヤが与えた称号にして戒律である故に、如何なる場所でも本名は使用しない（もしくは使用できない）。優しく包容力のある人物で、情緒不安定なミヤをサポートする五光会の重鎮（副会長格）。またSF愛好家であり、他の生徒には秘密でオーベルシュタインのハンドルを使って活動するプライベートを持つ。そのオフ会でたまたま通りかかった哲朗を同志だと思い込んでいる。口癖として語尾に「〜ザマス」と付けて喋る。
飯田橋和子（いいだばし かずこ）
声 - 阿部留美
身長：159cm、B80cm・W56cm・H85cm、8月15日生まれ。血液型はAB型。
東和野ミヤの側近「和洋中シスターズ」の一人。利己的で意地悪な性格であり、哲朗や屁糞葛の君を毛嫌いする。自己顕示欲が強くアキバではみろりんと名乗りストリートアイドルの活動で名が売れていたこともあった。
水道橋洋子（すいどうばし ようこ）
声 - 正木香奈
身長：154cm、B83cm・W58cm・H85cm、11月30日生まれ。血液型はO型。
東和野ミヤの側近「和洋中シスターズ」の一人。気が弱く周囲に流されやすい。屁糞葛の君に憧れを抱いており、「お姉さま」と呼ぶ。
浅草橋中子（あさくさばし ちゅんこ）
声 - 二宮圭美
身長：153cm、B78cm・W57cm・H80cm、1月10日生まれ。血液型はB型。
東和野ミヤの側近「和洋中シスターズ」の一人。実家はその筋の直営店かもしれない雀荘。サイの目を自由に操る特技を持つが、博打のルールには疎い様子。語尾に「〜アル」とつけて喋る。
掃溜菊の君（はきだめぎくのきみ）
五光四天王の一人で哲朗たちよりも一学年上の先輩。「あちき」や「〜でありんす」などの花魁言葉を使用する。宝塚の男役を思わせる端麗な顔立ちなので女生徒からの人気が高い。服装はセーラー服ではなく、白ブラウスと噺家が着るような法被を着ている。五光四天王ではあるが、現在の五光会を快く思っていないことから、五光学園総選挙に東和野ミヤの対抗馬として、田中哲朗を推薦して支援する。快楽術に精通しており、女の子を気持ちよくさせる技術（通称エロハンド）を哲朗に授けた。実は五光学園の生徒になる前は、継子尻拭の君とアスカヤヨイと共に田中翔の研究所で暮らしていた。
継子尻拭の君（ままこのしりぬぐいのきみ）
五光四天王の一人で、掃溜菊の君とは同学年であり、田中翔の研究所で暮らしていた頃からの盟友でもある。語尾に「〜なのよう」とつけて喋る。おっとりした雰囲気の裏に危険な思想を持ち、やはり現在の五光会を快く思っていないことから、掃溜菊の君とは別に実力行使で五光会の崩壊を狙う。実は田中翔の研究していた改造人間の一人で体の至る所に改造手術の傷跡があり、そこから電流が出ることがある。また、自分の体の一部を変形させた千社札を大犬陰嚢の君にあげたことがある。
大犬陰嚢の君（おおいぬふぐりのきみ）
五光四天王の一人で哲朗たちよりも一学年下の後輩。普段は制服ではなく、巫女装束を着ている。やたらと滑舌が悪く、男性嫌い（ある種恐怖症に近い）で泣き虫な一面を持つ。屁糞葛の君とは過去の個人的な確執から犬猿の仲である上に、自分の理想から大きく懸け離れた現在の五光会を快く思っていない。しかし掃溜菊の君に心を許している上に、継子尻拭の君や他の生徒達のことを心配する点から考えると、割と思いやりのある性格のようである。掃溜菊の君と継子尻拭の君と他の生徒達からは「ふぐりたん」と呼ばれていて、四天王の中でただ一人だけ「大犬陰嚢の君」という称号に違和感を感じている。彼女の実家は大きな屋敷に両親が暮らしている。

### 五光学園生徒
光明寺マサル（こうみょうじ マサル）
哲朗より一学年下の後輩で、五光学園に入学した二人目の男子学生。容姿端麗なので、女生徒から敵対視されている哲郎とは反対に女生徒から多大な人気を集めている。同じ男子生徒である哲郎を慕っており、またヒフミとも交際を始めた様子。哲朗の父親とは何らかの関わりを持っている。
山田イスズ（やまだ イスズ）
声 - 松来未祐
身長：155cm、B80cm・W55cm・H84cm、5月1日生まれ。血液型はA型。
哲郎が三光会実行委員会を任された時の委員の一人。メガネをかけており、気が弱い。文芸部最後の部員で、芸術と称して官能小説を書いている。哲郎に対しては消極的ながらも好意を抱いている。中学部時代にはアスカヤヨイとも交流があった。アニメでは佐藤スバルに好意をもっており過剰なスキンシップを図る。
佐藤スバル（さとう スバル）
声 - 宮川美保
身長：152cm、B78cm・W56cm・H80cm、7月30日生まれ。血液型はB型。
哲郎が三光会実行委員会を任されたときの委員の一人。結構ワガママで人使いが荒い。三光会が終わった後でも度々登場する。山田イスズの好意を戸惑いつつも受け容れている。

### その他の登場人物
田中翔（たなか しょう）
声 - 宮本充
哲郎の父親でこいこい7のメンバーをサイボーグ化した人物。死を超越するために「成長する機械」の研究を重ね、サイボーグの実用化を図った。
理不尽かつ奇妙な言動が特徴。哲朗に重核子爆弾を埋め込み、五光学園に無理矢理編入させた張本人。五光学園で孤立した息子の悩みを聞き入れもしないほど無関心。
略（りゃく）
声 - 浅野るり
情報監視システムのミームを殺・略・焼と分割されて出来たロボットの一体。黒髪で左目を髪で隠している。三体の中でも落ち着いた雰囲気を持ち、自分の存在意義や立場に疑問を感じている所がある。棒術を得意とするが、サクヤの撃った弾丸を片手で受け止める事も出来る。
焼（しょう）
声 - 佐久間紅美
素性は略と同じ。赤髪で両目とも見えている。三体の中では激昂の性格。自らを「完全体」と言い、逆にこいこい7のメンバーを「不完全体」と呼ぶ。戦闘能力は略に劣っているが、実は変身能力がある。

## 書誌情報
1. 2003年3月13日発売、ISBN 4-253-23000-8
2. 2003年8月21日発売、ISBN 4-253-23001-6
3. 2004年3月25日発売、ISBN 4-253-23002-4
4. 2004年11月25日発売、ISBN 4-253-23003-2
5. 2005年3月19日発売、ISBN 4-253-23004-0
6. 2005年9月20日発売、ISBN 4-253-23005-9
7. 2006年3月20日発売、ISBN 4-253-23006-7
8. 2006年10月20日発売、ISBN 4-253-23007-5
9. 2007年3月20日発売、ISBN 978-4-253-23008-7

## アニメ
原作とは一切関係ない独自の世界観が特徴で、「セロニアス」と呼ばれる組織の存在が物語の軸となる。この組織は東和野財団の私設軍隊とも言うべき側面があり、配備されている巨大ロボットや兵器を使ってミヤ率いる五光会が毎回こいこい7に挑むのが基本的なパターン。原作のストーリーを踏襲せず、キャラクターにもアニメ独自の変更がなされており、原作との共通点はタイトルと基本設定ぐらいで極めて少ない。作品全体の作画レベルは決して高いとは言えないものの、常識を激しく逸脱した荒唐無稽なストーリーをはじめ個性的な女性キャラたちが間髪入れず披露するお色気シーンや脱力系パロディはこの作品の独特のものである。
その軽いノリが支配する一方で世界の構造は細かく設定されており「サイボーグ少女は何の目的で作られたのか」「その超科学はどのように生まれたか」と言った物語上重要な事柄から「なぜ6人なのに、こいこい『7』なのか」と言った些細なことまで全編（とDVDを）視聴すれば感覚的に理解できるが、明確な設定を一切出さない上に理解し難い世界観のため、TV放映を観ただけでは投げっぱなしにしかみえないラストとなっている。

### 物語
五光学園にて激しく武力対立する二大勢力、美少女戦隊「こいこい7」とセロニアスの軍備を私用するエリート集団「五光会」はその戦火を周辺地域まで拡大しつつあった。衝突に伴う激しい銃撃戦も日常と化したある日、女子校である五光学園に初の男子生徒として田中哲朗が転校してきたことから物語は始まる。そしてその哲朗をそれぞれ遠くから見つめる二人の少女の姿があった。

### 用語（アニメ）
メガロ
アニメ版を呼称する言葉。
主題歌「SUPER LOVE」の出だしの歌詞「メガロ☆メガラヴ」から引用されている。メガロの意味は歌い手の声優本人達ですらもしばらく不明であったが、「壮大な」という意味で吉岡みりんが作詞したことが、蝶野オトメ役の稲村優奈が書いたブログで明かされた。派生語として、アニメ版の熱心な支持者を呼称する言葉に「メガラー」や、鈴鹿アキヲ役の儀武ゆう子が命名した「メガロメイツ」がある。また、アニメ版の魅力や「SUPER LOVE」そのものを指したりと用途は様々である。
セロニアス
東和野財閥が運営する人類の防衛組織。
来るべき人類の危機に対処すべく結成された宇宙規模の組織であり、原作の組織に該当するような個人の研究機関ではない。異世界より出現する謎の敵「天使」を撃退する目的で配備されたセロニアスメカや地球脱出用の巨大宇宙船及び軌道エレベーターを保有する。軍事組織でありながら、このような地球脱出計画や人間自体を作り変えて新たな環境に対応させようとするなど、終末的な考えが浸透しているのが特徴。その科学力は一見して普通の人間と見分けの付かないアンドロイドをロールアウトできるサイバネティックスから異次元の構造を数学的・物理学的に解明するまで、現在の水準を遥かに凌駕している。
天使
異次元の扉より現れる人類の敵。
本編ではセリフでのみでしか語られることのなかった異次元からの敵で「こいこい7 2 らべりてー」にのみ巨大な姿を現す。名前はその姿を見て洋子が発した言葉からであり、正式な名称は不明。
バルバロッサ
OPのみに登場するロボット。
エルドランシリーズやG2以降のトランスフォーマーなどのメカデザインで知られるやまだたかひろがデザインした巨大ロボットで、超大型ステルス機から陸戦モードへ変形可能。大胆かつ滑らかな変形シークエンスを毎回披露する作品内でも一二を争う人気メカである。「こいこい7 2 らべりてー」では「天使」の大群を相手に活躍。

### キャラクターの変更点
原作の登場キャラクターは全てアニメオリジナルの設定変更がある。特にセロニアスの構成員については背後関係や目的が一新されている。また、原作の特徴である「後ろ暗い雰囲気」を除去するためか、こいこい7メンバーは自身がサイボーグであることを公にしている。
- 飛鳥ヤヨイは異世界の人間であり、ヤヨイがこの世界に存在する限り異世界同士を橋渡しする危険な存在である。また背中の「天使の羽」および発せられる衝撃波はヤヨイ自身の能力であるが、ヤヨイの能力を引き出すには全て哲朗の助けが必要。特異点のような性質である以上、ヤヨイと哲朗は世界の命運を握る使命を持つ。当然、原作のようなサイボーグではない。メインヒロインであるものの、活躍の場があまりないのが特徴でもある。
- 風祭サクヤの扱う兵器がビームライフルなど、多くが現実に存在しない物に変更された。武器のほとんどがロボットアニメからのパロディになっている。
- 月読ミヤビの変身時に美少女の顔が歪むのは好ましくないとの理由から全身の変身機能がなくなり、特殊能力は髪を変形できるだけになった。感情が高まった時は髪が異常に長く伸びる。また原作と違い、サイボーグ化される以前と現在の容姿に変化はない。性格もウエットな原作と比べ、ややドライな印象を受ける。
- 鈴鹿アキヲの髪型に原作初期のアホ毛が復活。はっちゃけ度が急上昇。
- 猪飼ヒフミのポニーテールのヘアリボンはアキヲからの贈り物で、ヘアゴムがパワーのリミッターになっている原作の設定を破棄。プロデューサーである大宮三郎と早坂哲也のお気に入りらしく、実際の設定よりもグラマーに描かれることがある。原作での少々暴力的で排他的な面が減少し、萌えキャラとしての役割が大きくなり、本編やアイキャッチでの出番も比較的多い。また「ちゃける」「そったら」「めんこい」と北海道弁により近い言語を使用する。
- 蝶野オトメには、水に濡れるとショートして全機能がフリーズする欠点が追加された。メンバーの中では一番の旧式にあたる体の構造上、感情を表に出すことはないものの、冗談を好む明るい性格を持つ人物。雨に濡れる子犬を気にかけたり、ヒフミがその犬を食べようと提案（真意は不明）した時に犬食文化について事実と反する発言をしたことも彼女なりの優しさが表れていると思われる。またDVD映像特典では、世界を救う志を持ってサイボーグになったととれるセリフがある。原作でも見られる彼女の受信ポーズは、アニメ版が起源である。
- 田中哲朗には本編中では特別な能力を発揮する様子はないが、幼い頃から秘密裏に組織に監視されており、彼とヤヨイを守るガーディアンとしてサイボーグ少女が存在する。幼い頃にヤヨイと会い、ある約束を交わすのだが、本人にその記憶は何故かない。赤いヘアゴムでツインテールにし眼鏡を外すことで女装し中田テツコとして一般生徒や五光会の目を欺くことが出来る。原作と違い、あまり他の女子生徒から異性として意識されない上に嫌われていないのが特徴。また主人公ながらストーリーに深く絡むことも少ない。
- アスカヤヨイ/ガンタイちゃんは、元々はヤヨイと哲朗を監視するコンピューターだったが、ヤヨイの能力を完全にコピーしたロボットセロニアス28号として生まれ変わる。ヤヨイの感情をインストールされているのでヤヨイと同じく哲朗を愛しており、オリジナルの飛鳥ヤヨイを亡き者にして自分がその役割を取って代わろうと野心を抱くようになった。こいこい7で得たサイボーグ技術を転用して作られたため、戦闘力はメンバーのそれを遥かに上回る。特殊能力としてオトメと違い、端末を介せずコンピュータネットワークにアクセスすることができ、その気になればファイアウォールを突破して軍事システムに介入することも可能。また武器である電撃は原作にも流用された。
- 花皇ヲリエはセロニアスの構成員で、哲朗やヤヨイ達の近況を逐一学園長に報告する。タイムスケジュールから30歳以上である原作よりも若干若く設定されているが年齢不明。物理担当教師であるが、体育授業を兼任する事もある。
- 東和野ミヤはセロニアスの軍備を勝手に私物化しては莫大な損害を与え続けている。彼女の操る巨大ロボットザイドリッツは他の五光ロボと合体してゴッドミヤーズなど様々な形態になることが出来るが、合体すると一瞬でやられるのがお決まりのパターン。軌道エレベーターの事を「未来への懸け橋、人類の希望」と表現して最終局面での地球脱出計画を暗示したり、パトロールに精を出す所を見ると一応は人類の未来について知識と危機感を持っているようではある。
- 屁糞葛の君は生徒の中では唯一セロニアスの構成員であり、セロニアス保安要員ID28636の顔を持つ。ミヤの父親とも親交がある。
- 和洋中シスターズはロボットの操縦からセッティングまで幅広くこなすが、ミヤ同様にセロニアスの構成員ではない。ミヤを慕っており、学園内における五光会の権力維持のためには労力を惜しまない。ミヤの忠実な側近であり親友である。
- 山田イスズは百合要素を持つキャラに変更され、親友の佐藤スバルをほぼ強引に手篭めにしてその世界に引き入れた凄腕。地上波では異例とも言える二人の濃厚なレズシーンは直接ストーリーには関係しないものの、作品の名物になっている。佐藤の飼い犬にバター（よく舐めるから）と名付けたり他にも少々マニアックな傾向があるように見える。
- 佐藤スバルは、はじめは山田のアプローチを嫌がっていたが、感化された後はヒフミをも百合の世界に引き入れようとするほどに成長。山田と佐藤が恋人同士になった結果、両者が哲朗に思いを寄せている原作の設定は破棄された。ミヤを煙たがるものの金銭的誘惑には弱い。
- 田中翔はセロニアスの構成員で優秀な科学者でもあるが危険な人物らしく、組織からマークされていた。その監視網をかいくぐり、異世界の妻に会いたい一心から時空間振動装置を占拠する。名前の翔はアニメ版の設定であり、原作がそれに追随した形になっている。
- 焼と略は戦闘に特化したロボットで、性能は一体でアスカヤヨイと同等かそれ以上とも言われる。その高い戦闘力ゆえに、フルパワーを出すと0.5秒ほど全機能が停止する安全装置（作品中の呼称はリミッター）が組み込まれており、それが唯一の弱点になっている。最終回ではアスカヤヨイと同様に幼女になってしまった。

### オリジナルキャラクター
原作に逆輸入されたキャラクターについても述べる。
東和野金剛
声 - 若本規夫
ミヤの祖父。五光学園の学園長にして東和野財閥のトップであり、またセロニアスの最高責任者であることを伺わせる描写もある。江田島平八にそっくりの大男で、原作の病弱な老人とは風貌が異なる。アニメ化された当時はまだ学園長は原作に登場していなかったこともあり、設定変更というよりは名前だけ拝借したアニメのオリジナルキャラクターに近い。
ブルセラ仮面
声 - 中國卓郎
元は五光会がこいこい7の服を剥ぎ取って辱める目的で調整されたセロニアス19号だったが、中子のプログラムミスにより暴走して施設から脱走。それ以降は女子高生が着ている制服を無差別に巨大掃除機にて吸い取るお騒がせ者と化し、周辺地域をパニックに陥れた。ネーミングは劇中のマスコミが付けたものであり、「三鷹連続殺人事件・自衛隊北朝鮮に派兵か・東海地震死者10万人・東証株価大暴落・アメリカ限定核使用を決定・東北新幹線脱線転覆・大阪に爆弾テロ」と数々の国家の一大事が起こっていながらも、再現フィルムを使ってまでブルセラ仮面のニュースを優先する熱意の入れようであった。またブルセラ仮面は他のセロニアスメカと違って完全なメカニックではなく、その全貌はミヤでも把握していない様子。巨大化すると異次元からの敵「天使」そっくりの形になるが、相互関係は不明。
最終的に五光学園に侵攻し、多くの女子の制服を剥ぎ取り下着姿に引ん剥いて辱めていた。それを止めようと巨大ロボットに乗ってミヤが立ち向かうが巨大化したブルセラ仮面にあっさり敗北。ミヤを助けるため、こいこい7からサクヤ・ミヤビ・ヒフミが立ち向かうがあっさり服を剥ぎ取られ下着姿に引ん剥かれる。さらに縛られた挙句吊るされて晒し者にされ辱められる。結果として五光会の目的は果たされた。
東和野健
声 - 中國卓郎
ミヤの父親でありながら、自分の娘よりも姪である屁糞葛の君を気遣い、情報をリークする謎の多い人物。健の存在およびミヤとの親子関係はアニメのオリジナル設定（原作初期ではミヤの父親は金剛）だったが、後に明確な説明がないまま原作でもアニメ設定が採用され、ミヤの父親（金剛の実子）として登場した。原作では最終回直前に登場し、頭頂部が禿げ上がった長髪の男だと判明した。
哲朗の母
ヤヨイと同じく背中に羽を持ち、ヤヨイの出生と深く関わりがあることを示唆されたが詳細は不明。テレビ放送時は普通の女性であったが、DVD版のみ作者公認で『花右京メイド隊』のLa Vérité版マリエルそのままにキャラクターが変更された。セリフがないために担当声優はいない。
保険医
声 - 浅野るり
原作にも登場した五光学園のセクシーな養護教諭だが、元々はアニメのオリジナルキャラクターである。
女教師
声 - 中島沙樹
ヲリエ以外で確認できる五光学園の教師で、3話に1カットだけ登場する。女子高生の制服を狙うブルセラ仮面が、なぜ教師の私服を奪ったのかは不明。

### アニメ版の特徴

#### パロディ
本編のあちこちにパロディがあり、元ネタは1980年代のアニメに多い。話そのものが作品のオマージュになっている場合もあり、さらにパロディ対象はアニメのみに留まらず漫画・映画からテレビCM・芸能人ネタと幅広く収集されている。
アニメネタ
傾向としてサンライズのネタが一番多く、特に『機動戦士ガンダム』の有名なセリフ「足なんて飾りです」「不明慮な会話はやめよ」「ザクとは違うのだよ」などを含め、デザインやシーンを模して視聴者にパロディであることを強烈にアピールしている。表面的にはガンダムネタだけが異常に目立つものの、裏には数限りなくマイナー度の高いネタがサブリミナル効果のごとく隠されているのが特色。
特撮ネタ
技名やセリフのパロディが多い。他のネタでも、特撮関係はアニメ関係ほどマイナー度は高くないのが特色。
お笑いネタ
植木等の「お呼びでない」、明石家さんまの「お待ち〜」、ゆーとぴあの「よろしく〜ねっ」、ビートたけしの「コマネチ」、あのねのねの「ネコニャンニャンニャン」、間寛平の「かい〜の」、ヒロシの「ヒロシです…ヒロシです…ヒロシです…」と広い世代からチョイスしたタレントの一発ギャグがネタにされている。
BGM
原曲を微妙にアレンジしてパロディにしており、比較的洋楽が多い。厳密に言えば著作権が存在しない三遊亭圓朝の「ステテコ音頭」もアレンジの対象になっている。その中で『2001年宇宙の旅』のパロディを狙った「ツァラトゥストラはこう語った」だけはアレンジなしの唯一の例外。

#### お色気
作品の売りはパロディにお色気と公言するだけあって、パロディ同様にお色気のシーンにも力を入れている。質よりも数で勝負しているらしく、全話通して333回のパンチラが確認されている。これは一話平均25.6回（5話と13話は全編水着なので除外すれば30.3回）のパンチラがある事になり、実に1分の間隔を待たず女生徒のパンツが次々と見え続ける事になる。しかも、これはパンツだけの回数でありその他のお色気に関してはその限りではない。さらに、DVDではテレビ版でNGだった乳首を露出したシーンを1話ごとに追加された。その一方、水樹奈々演じるアスカヤヨイのお色気シーンの一つが再放送から丸々カットされる事態も起こった。
カットされたシーン（5話ラスト）
1話から7話までは、話のラストに飛鳥ヤヨイのお色気のシーンが入るのが恒例になっているのだが、初回放送では確かに存在した5話のラストが、DVDと再放送ではカットされている。ここはアスカヤヨイがライフルを下着越しに自分の陰部に当て、腰を動かしながら喘ぎ声を出すという際どいシーンであった。
カットされたシーン（10話追加映像）
10話のDVD追加お色気は、ガンタイちゃんが積み木で遊んだり、スクール水着で水浴びをする、お色気とは縁遠いものであったが、台本上には全く別のシーンが記されている。ただアイスキャンディーをくわえた後でミルク（牛乳ではない）を飲むというものであるが、見方によっては非常に過激な描写となり、書かれている台本の文章もそれを強く意識したものであった。前述の通り台本に書かれているものとは全く別のシーンが追加され、DVDが発売されたが、そのシーンの名残としてガンタイちゃんの上着の左胸に白いシミ（ミルクをこぼした跡）が付着しているのが確認できる。

#### 備考
作画上の間違い
学園内で男子生徒は哲朗一人であるはずが、1話の教室では半数が男子生徒になっている（ただし初回放送のみで修正済み）。また中学時代のミヤビが在籍していない五光学園中等部の制服を着ているシーンがある（修正はされていない）。ただ宇宙ステーションが蒸発しても衛星兵器の直撃を受けても死傷者の出ない世界となっている。
なお、4話でサクヤが「サイボーグは風邪はひかない」と言った直後の5話でミヤビが風邪をひいているのは、ミヤビだけは他のメンバーと比べサイボーグ化された部分が少ないため人間に近いから（制作現場潜入リポートPart2より）。またオトメと共通のボディを持つガンタイちゃんが水に触れても平気なのは生体部分の余剰スペースに耐水装置を組み込んだため（スペシャルCD“アスカヤヨイ”編より）との理由がある。
タイムテーブルと舞台
6話にてサクヤの時計とカレンダーにより年代と一部の日付けが判明する。それによると年代は2005年であり6話が6月11日から6月30日までの話、8話が7月10日、9話が7月11日である。またレーダーに映った世界地図により13話の「南の島」はハワイ諸島周辺であることが分かる。
13話における内容の隠蔽工作
最終回である13話は性質上により内容を隠す必要があるため、予告編では本当の内容とは異なることが語られ映像も当たり障りのないものが流された。公式サイトで13話のサブタイトルと説明が実際のものと異なるのは、この時の名残である。また予告編はDVD版のみ新しいものと差し替えられてある。

### スタッフ
- 監督 - ふじもとよしたか
- シリーズ構成 - 水越保
- キャラクターデザイン・メカニックデザイン - 渡辺浩二
- OPメカ（バルバロッサ）デザイン - やまだたかひろ
- 総作画監督 - 山本正文
- 美術監督 - 鈴木恵美
- 色彩設定 - 佐藤秀一
- 撮影監督 - 杉浦充
- 編集 - 田熊純
- 音響監督 - 飯塚康一
- 音楽 - ジェイミー中村、ウスイノブヤ
- 音楽制作 - ミュージックワゴン
- プロデューサー - 大宮三郎、早坂哲也
- アニメーション制作 - トライネットエンタテインメント、スタジオフラッグ
- 製作 - こいこい7製作委員会

### 主題歌および未使用含む挿入歌全曲
| 歌                                                                                                | タイトル                       | 作詞       | 作曲           | 編曲       | 劇中使用                       |
| ------------------------------------------------------------------------------------------------- | ------------------------------ | ---------- | -------------- | ---------- | ------------------------------ |
| こいこい7 （後藤沙緒里） （伊藤亜矢子） （川瀬晶子） （儀武ゆう子） （こやまきみこ） （稲村優奈） | SUPER LOVE                     | 吉岡みりん | 林田健司       | 竹中文一   | オープニング主題歌             |
| こいこい7 （後藤沙緒里） （伊藤亜矢子） （川瀬晶子） （儀武ゆう子） （こやまきみこ） （稲村優奈） | パイナップル☆サマー            | 柚木美祐   | 岸井将         | 竹中文一   |                                |
| UPPER*SLOPE                                                                                       | Miracle                        | 岡めぐみ   | 高橋哲也       | 高橋哲也   | エンディング主題歌             |
| UPPER*SLOPE                                                                                       | 人界                           | 岡めぐみ   | RYO            | SHOGO      |                                |
| 飛鳥ヤヨイ （後藤沙緒里）                                                                         | 約束                           | 前田都希   | 薄井ノブヤ     | 薄井ノブヤ |                                |
| 飛鳥ヤヨイ （後藤沙緒里）                                                                         | カラフル                       | ふわふわり | 西川進         | 竹中文一   |                                |
| 飛鳥ヤヨイ （後藤沙緒里）                                                                         | Angel Sign                     | 福士久美子 | 川島基宏       | 竹中文一   |                                |
| 鈴鹿アキヲ （儀武ゆう子）                                                                         | 愛はこの手が守るのだ           | 谷藤律子   | 山下宏明       | 竹中文一   |                                |
| 鈴鹿アキヲ （儀武ゆう子）                                                                         | ラブ イズ パワー               | 稀月真皓   | 中野亜紀子     | 竹中文一   |                                |
| 鈴鹿アキヲ （儀武ゆう子）                                                                         | A champion of peace            | 吉岡みりん | 松永俊彦       | 竹中文一   |                                |
| 蝶野オトメ （稲村優奈）                                                                           | ひとりだけのトキメキ           | サチヨ     | ツツミテツロウ | 竹中文一   |                                |
| 蝶野オトメ （稲村優奈）                                                                           | Miracle Moment                 | 吉岡みりん | 山下宏明       | 竹中文一   |                                |
| 蝶野オトメ （稲村優奈）                                                                           | パズル                         | 水野斗升   | 水野斗升       | 水野斗升   |                                |
| 風祭サクヤ （伊藤亜矢子）                                                                         | ミライハート                   | 福士久美子 | 岸井将         | 竹中文一   | 6話で使用                      |
| 風祭サクヤ （伊藤亜矢子）                                                                         | 同士恋愛                       | 谷藤律子   | 小島剛広       | 竹中文一   |                                |
| 風祭サクヤ （伊藤亜矢子）                                                                         | ジ・アイスピックス・オブ・ラヴ | アンネ     | 塚本史朗       | 竹中文一   |                                |
| 月読ミヤビ （川瀬晶子）                                                                           | 愛の羽根                       | 谷藤律子   | 日比野裕史     | 竹中文一   |                                |
| 月読ミヤビ （川瀬晶子）                                                                           | D-day                          | 福士久美子 | 川島基宏       | 竹中文一   |                                |
| 月読ミヤビ （川瀬晶子）                                                                           | 群れに帰れない鳥               | 谷藤律子   | 日比野裕史     | 竹中文一   |                                |
| 猪飼ヒフミ （こやまきみこ）                                                                       | Vegetable Juice                | Shoko      | 水島康貴       | 竹中文一   | 8話で曲のみ使用                |
| 猪飼ヒフミ （こやまきみこ）                                                                       | 私と緑のカタチ                 | ふわふわり | 脇丸諄一       | 竹中文一   |                                |
| 猪飼ヒフミ （こやまきみこ）                                                                       | Cosmic Light                   | Shoko      | 水島康貴       | 竹中文一   |                                |
| ガンタイちゃん （水樹奈々）                                                                       | Lost Days                      | 岩佐麻紀   | Summy          | Summy      | 4話で曲のみ使用 7話と8話で使用 |
| 花皇ヲリエ （木村亜希子）                                                                         | 残像                           | 高樹リオ   | 水島康貴       | 竹中文一   |                                |
| 東和野ミヤ （音宮つばさ） 屁糞蔓の君 （中島沙樹）                                                 | 魔法のランプ                   | ふわふわり | cota           | 竹中文一   |                                |
| 和洋中シスターズ （阿部留美） （正木香奈） （二宮圭美）                                           | 我愛你・アイシテル             | 谷藤律子   | 岸井将         | 竹中文一   |                                |

### 各話リスト
サブタイトル
サブタイトルのルビは公式資料に基づくもので、他の部分にはルビは付かない。また、サブタイトルのコールは毎回、飛鳥ヤヨイが行う（「課外授業その4」のみサブタイトルコールはされていない）。
アイキャッチ
この作品には定まったアイキャッチがなく、毎回違うキャラクターがタイトルコールを行う。また、第2話Bパート以降からタイトルロゴと交差すると服が透けて下着が見えるサービスカットになっている（これは男キャラクターでも同じ）。さらに、第13話Bパートのアイキャッチに限りヤヨイは全裸であることから、透けるギミックは無い。
提供クレジットコール
毎回別のキャラクターが行う。再放送では聞くことができないが、DVDにはすべて収録されている。
| 話数           | サブタイトル                                          | 脚本   | 絵コンテ | 演出         | 作画監督   | 登場キャラ       | 登場キャラ     | 登場キャラ     |
| 話数           | サブタイトル                                          | 脚本   | 絵コンテ | 演出         | 作画監督   | アイキャッチA    | アイキャッチB  | 提供クレジット |
| -------------- | ----------------------------------------------------- | ------ | -------- | ------------ | ---------- | ---------------- | -------------- | -------------- |
| 課外授業その1  | 花弁満開!恋の華咲くこいこい7です〜                    | 水越保 | 藤本義孝 | 藤本義孝     | 渡辺浩二   | ヤヨイ、哲朗     | ミヤ、五光ロボ | ヤヨイ         |
| 課外授業その2  | 少女万歳!揺れて流れて！逆襲のミヤ様です〜             | 社綾   | 根室大   | 米田和博     | 岡村正弘   | ヲリエ           | 山田、佐藤     | アキヲ         |
| 課外授業その3  | 特撮激燃!アキヲ、心の向こうに…です〜                  | 水越保 | 駒田洋   | 水本葉月     | 山本正文   | ヒフミ           | アキヲ         | サクヤ         |
| 課外授業その4  | 美人薄命!?オトメちゃんは何を夢見る?です〜             | 社綾   | 佐々戸徹 | 鎌仲史陽     | 工藤征輝   | オトメ           | 哲朗           | オトメ         |
| 課外授業その5  | 豪華絢爛爆乳大会 お台場の空をつらぬいてです〜         | 水越保 | 舞田奈緒 | 小高義規     | 山本佐和子 | ミヤビ、サクヤ   | ミヤビ         | ミヤビ         |
| 課外授業その6  | 熱血闘魂・鬼軍曹どのっ!制作進行サクヤさんです〜       | 社綾   | 八谷賢一 | 米田和博     | 岡村正弘   | サクヤ           | 屁糞葛         | ヲリエ         |
| 課外授業その7  | 白百合嵐っ!嗚呼、麗しの君よ☆想い遥かに…です〜         | 水越保 | 空田秀   | 松本マサユキ | 日高真由美 | テツコ           | ミヤ           | テツコ         |
| 課外授業その8  | 女神覚醒!光と影のアスカヤヨイちゃんです〜             | 水越保 | 藤本義孝 | 藤本義孝     | 黒柳賢治   | アスカヤヨイ     | 和洋中         | 山田、佐藤     |
| 課外授業その9  | 幼女降臨!!ガンタイちゃん、初めてのお散歩です〜        | 社綾   | 根室大   | 鎌仲史陽     | 柳瀬雄之   | オトメ、ガンタイ | ヒフミ         | ガンタイ       |
| 課外授業その10 | 桃色吐息!?ヒフミちゃん舞う!うたかたの一日…です〜      | 社綾   | 加藤敏幸 | 松本マサユキ | 南伸一郎   | アキヲ、ヒフミ   | アキヲ、ヒフミ | ヒフミ         |
| 課外授業その11 | 酒池肉林!?ミヤ様炸裂！砂の嵐のカトレア城です〜        | 社綾   | 八谷賢一 | 木村卓司     | 岡村正弘   | ミヤ、屁糞葛     | ヤヨイ         | 和洋中         |
| 課外授業その12 | 驚天動地??世界の中心で、二人で一緒にナニを叫ぶ?です〜 | 水越保 | 藤本義孝 | 藤本義孝     | 渡辺浩二   | ガンタイ         | ヲリエ         | 屁糞葛         |
| 課外授業その13 | 南国天国!全裸で闘え!決戦場はトラトラトラです〜        | 水越保 | 藤本義孝 | 鎌仲史陽     | 山本正文   | 哲朗父、ヲリエ   | ヤヨイ         | ミヤ           |

### 放送局
| 放送局             | 放送期間                              | 放送日時           |
| ------------------ | ------------------------------------- | ------------------ |
| テレビ埼玉         | 2005年4月1日 - 6月24日                | 金曜 25:30 - 26:00 |
| ちばテレビ         | 2005年4月3日 - 6月26日                | 日曜 24:30 - 25:00 |
| KBS京都            | 2005年4月3日 - 6月26日                | 日曜 25:15 - 25:45 |
| tvk                | 2005年4月3日 - 6月26日                | 日曜 25:30 - 26:00 |
| テレビ愛知         | 2005年4月4日 - 6月30日                | 月曜 25:58 - 26:28 |
| サンテレビ         | 2005年4月6日 - 6月29日                | 水曜 26:05 - 26:35 |
| キッズステーション | 2005年4月13日 - 7月6日 （再放送あり） | 水曜 24:30 - 25:00 |

## 関連商品

### DVD
DVD版には本放送時に無かったお色気映像が追加され、作画の乱れも相当数が修正された他に各種映像特典が入る。さらに、初回限定版にはこいこい7のメンバーを特集した資料とキャラクターカード、ミニドラマが収録されたCDが付属する。このCDには原則として特集を組まれたキャラクターの声優に次に特集が組まれるキャラクターの声優がインタビューする内容も収録されている。また4巻の初回限定版に限りイベント内容を収録したDVDが本編とは別に付属する。
| DVD    | 発売日         | 本編収録話     | お色気追加映像                       | 映像特典                                 | 声優顔出し企画 | 初回限定版特典                          |
| ------ | -------------- | -------------- | ------------------------------------ | ---------------------------------------- | --- | --------------------------------------- |
| 第一巻 | 2005年 7月22日 | 課外授業その1  | 山田×佐藤                            | ノンテロップOP ノンテロップED SD劇場     | 現場潜入リポートPart1 “潜入スタジオフラッグ” 伊藤亜矢子、川瀬晶子 儀武ゆう子、こやまきみこ 稲村優奈、泰勇気 早坂哲也（プロデューサー） 若本規夫（ナレーション） | スペシャルCD “飛鳥ヤヨイ編”             |
| 第二巻 | 8月26日        | 課外授業その2  | ヤヨイ入浴                           | SD劇場                                   | 現場潜入リポートPart2 川瀬晶子、稲村優奈 泰勇気 ふじもとよしたか（監督）                                                                                        | スペシャルCD “鈴鹿アキヲ編”             |
| 第二巻 | 8月26日        | 課外授業その3  | ブルセラ仮面×和洋中                  | SD劇場                                   | 現場潜入リポートPart2 川瀬晶子、稲村優奈 泰勇気 ふじもとよしたか（監督）                                                                                        | スペシャルCD “鈴鹿アキヲ編”             |
| 第三巻 | 9月22日        | 課外授業その4  | ヒフミ入浴                           | SD劇場                                   | 現場潜入リポートPart3 川瀬晶子、稲村優奈 泰勇気 早坂哲也（プロデューサー）                                                                                      | スペシャルCD “蝶野オトメ編”             |
| 第三巻 | 9月22日        | 課外授業その5  | 一部をのぞく全キャラ入浴             | SD劇場                                   | 現場潜入リポートPart3 川瀬晶子、稲村優奈 泰勇気 早坂哲也（プロデューサー）                                                                                      | スペシャルCD “蝶野オトメ編”             |
| 第四巻 | 10月28日       | 課外授業その6  | 哲朗父×アスカヤヨイ                  | SD劇場                                   | 現場潜入リポートPart4 伊藤亜矢子、儀武ゆう子 こやまきみこ 水越保（シリーズ構成）                                                                                | スペシャルCD “風祭サクヤ編” イベントDVD |
| 第四巻 | 10月28日       | 課外授業その7  | 山田×佐藤 女生徒着替え               | SD劇場                                   | 現場潜入リポートPart4 伊藤亜矢子、儀武ゆう子 こやまきみこ 水越保（シリーズ構成）                                                                                | スペシャルCD “風祭サクヤ編” イベントDVD |
| 第五巻 | 11月25日       | 課外授業その8  | 山田×佐藤                            | ノンテロップ新OP ノンテロップ新ED SD劇場 | 現場潜入リポートPart5 伊藤亜矢子、儀武ゆう子 こやまきみこ 大宮三郎（プロデューサー）                                                                            | スペシャルCD “月読ミヤビ編”             |
| 第五巻 | 11月25日       | 課外授業その9  | ガンタイちゃん入浴                   | ノンテロップ新OP ノンテロップ新ED SD劇場 | 現場潜入リポートPart5 伊藤亜矢子、儀武ゆう子 こやまきみこ 大宮三郎（プロデューサー）                                                                            | スペシャルCD “月読ミヤビ編”             |
| 第六巻 | 12月22日       | 課外授業その10 | 幼女期アキヲ・ヒフミ入浴             | アニメNG集                               | メガロ座談会Part1 後藤沙緒里、伊藤亜矢子 川瀬晶子、儀武ゆう子 こやまきみこ、稲村優奈                                                                            | スペシャルCD “猪飼ヒフミ編”             |
| 第六巻 | 12月22日       | 課外授業その11 | ガンタイちゃん水浴び他               | アニメNG集                               | メガロ座談会Part1 後藤沙緒里、伊藤亜矢子 川瀬晶子、儀武ゆう子 こやまきみこ、稲村優奈                                                                            | スペシャルCD “猪飼ヒフミ編”             |
| 第七巻 | 2006年 1月27日 | 課外授業その12 | 山田・佐藤×哲朗 マリエル変更乳首追加 | 「こいこい7 2」（うそ）予告              | メガロ座談会Part2 後藤沙緒里、伊藤亜矢子 川瀬晶子、儀武ゆう子 こやまきみこ、稲村優奈                                                                            | スペシャルCD “アスカヤヨイ編”           |
| 第七巻 | 2006年 1月27日 | 課外授業その13 | 前回の結末 マリエル変更 全乳首追加   | 「こいこい7 2」（うそ）予告              | メガロ座談会Part2 後藤沙緒里、伊藤亜矢子 川瀬晶子、儀武ゆう子 こやまきみこ、稲村優奈                                                                            | スペシャルCD “アスカヤヨイ編”           |

### ドラマCD
- こいこい7 ドラマCD第一巻 戦国おとぎ草子〜荒野のさまよえる七匹の侍〜（2005年6月24日発売）
- こいこい7 ドラマCD第二巻 二人のやよい〜たった一人にふたりがいて〜（2005年7月22日発売）
- こいこい7 ドラマCD第三巻 最終決戦！？神々の黄昏？？〜この世の終わりでとっかえひっかえ、ですーっ！〜（2005年8月26日発売）

### CDアルバム
- こいこい7 ソングブック パラダイス（2005年（平成17年）8月24日発売）
- 「同士恋愛」風祭サクヤ（伊藤亜矢子）（2005年（平成17年）6月22日発売）
- 「群れに帰れない鳥」月読ミヤビ（川瀬晶子）（2005年（平成17年）6月22日発売）
- 「カラフル」飛鳥ヤヨイ（後藤沙緒里）（2005年（平成17年）7月13日発売）
- 「ラブ イズ パワー」鈴鹿アキヲ（儀武ゆう子）（2005年（平成17年）7月13日発売）
- 「Miracle Moment」蝶野オトメ（稲村優奈）（2005年（平成17年）7月13日発売）
- 「私と緑のカタチ」猪飼ヒフミ（こやまきみこ）（2005年（平成17年）7月13日発売）

### CDシングル
- 「SUPER LOVE」こいこい7（2005年（平成17年）3月30日発売）
- 「Miracle」UPPER*SLOPE（2005年（平成17年）3月30日発売）
- 「約束」飛鳥ヤヨイ（後藤沙緒里）（2005年（平成17年）4月27日発売）
- 「愛はこの手が守るのだ」鈴鹿アキヲ（儀武ゆう子）（2005年（平成17年）4月27日発売）
- 「ひとりだけのトキメキ」蝶野オトメ（稲村優奈）（2005年（平成17年）4月27日発売）
- 「愛の羽根」月読ミヤビ（川瀬晶子）（2005年（平成17年）4月27日発売）
- 「ミライハート」風祭サクヤ（伊藤亜矢子）（2005年（平成17年）4月27日発売）
- 「Vegetable Juice」猪飼ヒフミ（こやまきみこ）（2005年（平成17年）4月27日発売）
- 「残像」花皇ヲリエ（木村亜希子）（2005年（平成17年）5月18日発売）
- 「魔法のランプ」東和野ミヤ（音宮つばさ）屁糞蔓の君（中島沙樹）（2005年（平成17年）5月18日発売）
- 「我愛称・アイシテル」和洋中シスターズ（阿部留美）（正木香奈）（二宮圭美）（2005年（平成17年）5月18日発売）

### BGM集
- TVアニメーション『こいこい7』オリジナルBGM集vol.1（2005年（平成17年）5月18日発売）
- TVアニメーション『こいこい7』オリジナルBGM集vol.2（2005年（平成17年）5月18日発売）

### キャラクターカード
上記のBGM集と通常版DVD以外には全て別種のキャラクターカードが付属する。また初回限定版DVDを全巻購入すると専用のフォルダーが手に入る特典もあった。しかし全45枚フルコンプリートするには同じ商品を店舗を代え複数購入する必要があることや、各種イベントに参加しなければならないなど収集を目的とする販促アイテムの中でも極めて難易度が高い。
|        | 表                           | 裏                                                                    | 入手方法                                                           |
| ------ | ---------------------------- | --------------------------------------------------------------------- | ------------------------------------------------------------------ |
| 第一弾 | こいこい7                    | こいこい7水着一枚絵（上左）                                           | 「SUPER LOVE」封入                                                 |
| 第一弾 | こいこい7                    | こいこい7水着一枚絵（上中）                                           | 「Miracle」封入                                                    |
| 第一弾 | 飛鳥ヤヨイ                   | こいこい7水着一枚絵（上右）                                           | 「約束」封入                                                       |
| 第一弾 | 風祭サクヤ                   | こいこい7水着一枚絵（中左）                                           | 「ミライハート」封入                                               |
| 第一弾 | 月読ミヤビ                   | こいこい7水着一枚絵（中央）                                           | 「愛の羽根」封入                                                   |
| 第一弾 | 鈴鹿アキヲ                   | こいこい7水着一枚絵（中右）                                           | 「愛はこの手が守るのだ」封入                                       |
| 第一弾 | 猪飼ヒフミ                   | こいこい7水着一枚絵（下左）                                           | 「Vegetable Juice」封入                                            |
| 第一弾 | 蝶野オトメ                   | こいこい7水着一枚絵（下中）                                           | 「ひとりだけのトキメキ」封入                                       |
| 第一弾 | こいこい7                    | こいこい7水着一枚絵（下右）                                           | イベント配布品                                                     |
| 第二弾 | アスカヤヨイ                 | こいこい7一枚絵（上左）                                               | DVD第七巻初回限定版封入                                            |
| 第二弾 | アスカヤヨイ                 | こいこい7一枚絵（上中）                                               | パラダイス封入                                                     |
| 第二弾 | こいこい7                    | こいこい7一枚絵（上右）                                               | イベント配布品 通販予約購入特典                                    |
| 第二弾 | ヤヨイ・哲朗（ウェディング） | こいこい7一枚絵（中左）                                               | 「カラフル」封入                                                   |
| 第二弾 | サクヤ（ミニスカポリス）     | こいこい7一枚絵（中央）                                               | 「同士恋愛」封入                                                   |
| 第二弾 | ヒフミ（ナース）             | こいこい7一枚絵（中右）                                               | 「私と緑のカタチ」封入                                             |
| 第二弾 | ミヤビ（メイド）             | こいこい7一枚絵（下左）                                               | 「群れに帰れない鳥」封入                                           |
| 第二弾 | アキヲ（チャイナ）           | こいこい7一枚絵（下中）                                               | 「ラブ イズ パワー」封入                                           |
| 第二弾 | オトメ（アラビアンダンサー） | こいこい7一枚絵（下右）                                               | 「Miracle Moment」封入                                             |
| 第三弾 | 飛鳥ヤヨイ                   | 稲村優奈・後藤沙緒里                                                  | ドラマCD第1巻封入                                                  |
| 第三弾 | ヤヨイ・ガンタイちゃん・哲朗 | こやまきみこ・儀武ゆう子                                              | ドラマCD第2巻封入                                                  |
| 第三弾 | ヤヨイ・哲朗                 | 川瀬晶子・伊藤亜矢子                                                  | ドラマCD第3巻封入                                                  |
| 第三弾 | 飛鳥ヤヨイ                   | 後藤沙緒里・こやまきみこ・川瀬晶子                                    | アニメイト商品購入特典                                             |
| 第三弾 | 猪飼ヒフミ                   | こやまきみこ・後藤沙緒里・稲村優奈                                    | 石丸電気商品購入特典                                               |
| 第三弾 | 蝶野オトメ                   | 川瀬晶子・後藤沙緒里・稲村優奈                                        | ソフマップ商品購入特典                                             |
| 第三弾 | 鈴鹿アキヲ                   | 後藤沙緒里・こやまきみこ                                              | ヨドバシカメラ商品購入特典                                         |
| 第三弾 | 月読ミヤビ                   | 川瀬晶子・後藤沙緒里                                                  | すみや ヤマギワソフト商品購入特典                                  |
| 第三弾 | 風祭サクヤ                   | 川瀬晶子・こやまきみこ                                                | 上新電機および系列店舗 エイデンおよび系列店舗 デオデオ商品購入特典 |
| 第四弾 | SDヤヨイ                     | 後藤沙緒里                                                            | ゲーマーズ商品購入特典                                             |
| 第四弾 | SDヒフミ                     | こやまきみこ・稲村優奈                                                | 古本市場商品購入特典                                               |
| 第四弾 | SDミヤビ                     | 川瀬晶子・稲村優奈                                                    | フタバ図書商品購入特典                                             |
| 第四弾 | SDアキヲ                     | 稲村優奈・川瀬晶子・こやまきみこ                                      | 石丸電機商品購入特典                                               |
| 第四弾 | SDオトメ                     | 儀武ゆう子・稲村優奈                                                  | アミュフェスVol.2 コミケ68商品購入特典                             |
| 第四弾 | SDサクヤ                     | 川瀬晶子・後藤沙緒里・稲村優奈・ 儀武ゆう子・伊藤亜矢子・こやまきみこ | アミュフェスVol.2入場者特典                                        |
| 第四弾 | SDミヤ                       | こやまきみこ・伊藤亜矢子                                              | ヨドバシカメラ商品購入特典                                         |
| 第四弾 | SD屁糞蔓                     | こやまきみこ・川瀬晶子・伊藤亜矢子                                    | ビックカメラ さくらや ゲーマーズ商品購入特典                       |
| 第四弾 | SDガンタイちゃん             | 稲村優奈・伊藤亜矢子・こやまきみこ                                    | アニメイト ヤマギワソフト ソフマップ すみや商品購入特典            |
| 第五弾 | 飛鳥ヤヨイ                   | 後藤沙緒里                                                            | DVD第一巻初回限定版封入                                            |
| 第五弾 | 鈴鹿アキヲ                   | 儀武ゆう子                                                            | DVD第二巻初回限定版封入                                            |
| 第五弾 | 蝶野オトメ                   | 稲村優奈                                                              | DVD第三巻初回限定版封入                                            |
| 第五弾 | 風祭サクヤ                   | 伊藤亜矢子                                                            | DVD第四巻初回限定版封入                                            |
| 第五弾 | 月読ミヤビ                   | 川瀬晶子                                                              | DVD第五巻初回限定版封入                                            |
| 第五弾 | 猪飼ヒフミ                   | こやまきみこ                                                          | DVD第六巻初回限定版封入                                            |
| 第五弾 | 花皇ヲリエ                   | 木村亜希子                                                            | 「残像」封入                                                       |
| 第五弾 | 和洋中シスターズ             | 阿部留美・正木香奈・二宮圭美                                          | 「我愛称・アイシテル」封入                                         |
| 第五弾 | ミヤ・屁糞蔓                 | 音宮つばさ・中島沙樹                                                  | 「魔法のランプ」封入                                               |

### 設定資料集
アニメ版では唯一の書籍商品。
- こいこい7設定資料集 (MOVIC)